# فرانسيس هاشيموتو
فرانسيس هاشيموتو (بالإنجليزية: Frances Hashimoto)‏ هي سيدة أعمال أمريكية، ولدت في 26 أغسطس 1943، وتوفيت في 4 نوفمبر 2012.